# Alpes cárnicos

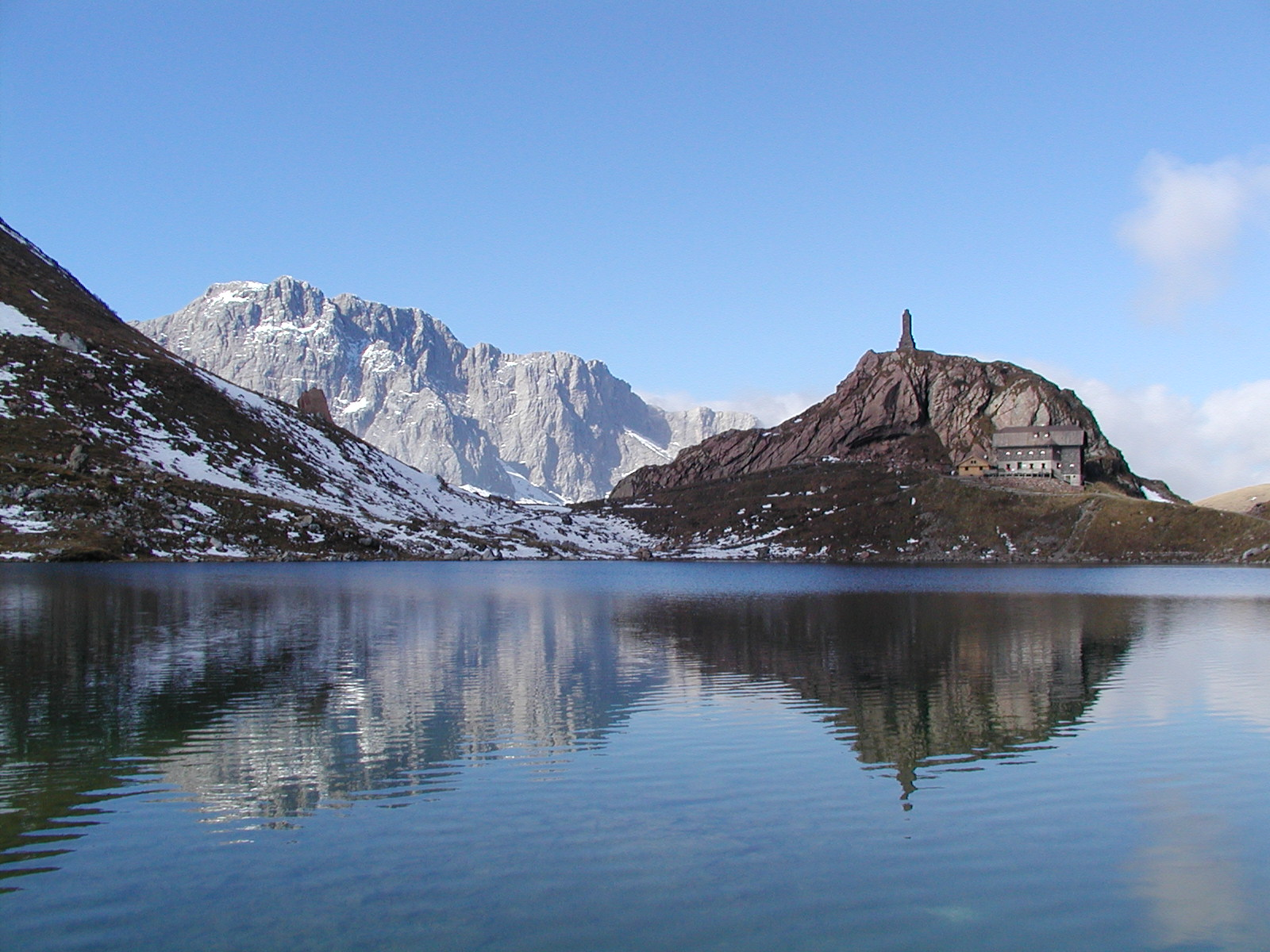
Lago Volaia, Alpes Cárnicos.

Los Alpes cárnicos (en italiano: Alpi Carniche) son una subsección de los Alpes cárnicos y del Gail, en los límites del Tirol Oriental, Carintia y el Friul, entre Austria e Italia. Se extienden de este a oeste unos 100 km, entre los ríos Drava, Gail y Tagliamento. Ocupan el noreste del Friul-Venecia Julia y la parte meridional de Carintia (Austria)y se encuentran entre las Dolomitas y los Alpes julianos.

## Topónimo
Son llamados así debido a la provincia romana de Carnia, cuyo nombre tenía probablemente un origen celta. Así se llamaba a esta región montañosa cuando fue invadida en el siglo V a. C. por los carnios, pueblo definido por Polibio como el más fiero y belicoso de la Venecia, de estirpe celta, que recorrieron el Friul y encontraron la resistencia de los hénetos o véneto-ilíricos (que llegaron entre los siglos X y VIII a. C. procedentes de los valles del Danubio saqueando las colinas Euganeas) y se habían establecido aquí.
Las montañas dieron su nombre a la etapa geológica conocida como el Carniense.

## Clasificación
La partición de los Alpes de 1926 hacía de los Alpes cárnicos una sección de los Alpes orientales subdividida en dos grupos:
- Alpes del Gail
- Alpes de Tolmezzo.

El AVE habla de Cadena Cárnica Principal que corresponde a los dos primeros supergrupos de los Alpes cárnicos según la SOIUSA y esta Cadena Cárnica Principal la considera como el grupo n.º 57 de los 75 de los Alpes orientales. Además considera en forma más extensa los Prealpes cárnicos, insertando en ellos también el tercer y cuarto subgrupo de los Alpes cárnicos según la SOIUSA, llamados Alpes de Tolmezzo. 
Según la SOIUSA del 2005, los Alpes cárnicos son una subsección de los Alpes del sudeste que con los Alpes del Gail y los Prealpes cárnicos forman la sección de los Alpes cárnicos y del Gail. Su código es II/C-33.I.

## Límites
Limitan:
- al norte con los Alpes del Gail (en la misma sección alpina) y separadas por Kartischer Sattel y el curso del río Gail;
- al este con los Karavanke (en los Alpes de Carintia y de Eslovenia) y separados por el curso del río Slizza;
- al sudeste con los Alpes julianos (en los Alpes y Prealpes julianos) y separados por el curso del río Fella;
- al sudeste con los Prealpes julianos (en los Alpes y Prealpes julianos);
- al sur con los Prealpes cárnicos (en la misma sección alpina) y separados por el paso de la Mauria;
- al oeste con las Dolomitas de Sesto, de Braies y de Ampezzo (en las Dolomitas) y separados por el paso de Monte Croce di Comelico;
- al noroeste con los Alpes Pusteresi (en los Alpes de Tauern occidentales) y separados por la Val Pusteria.

Girando en el sentido de las agujas del reloj, los límites geográficos son: paso de Monte Croce di Comelico, Valle di Sesto, río Drava, Kartischer Sattel, río Gail, Val Canale, Sella di Camporosso, Val Canale, Canal del Ferro, río Tagliamento, paso de la Mauria, río Piave, torrente Padola, paso de Monte Croce di Comelico.

## Subdivisión
De acuerdo con las definiciones de la SOIUSA, los Alpes cárnicos se subdividen en cuatro supergrupos, 14 grupos y 39 subgrupos:
- Cadena Cavallino-Peralba-Coglians (A)[3]
  - Cresta Palombino-Valcomun-Piz delle Dodici (A.1)
    - Cresta Pontegrotto-Cavallino-Palombino (A.1.a)
      - Dorsal del Monte Cavallino (A.1.a/a)
      - Costiera Quaterna-Rosson (A.1.a/b)
      - Dorsal Palombino-Cima Vallona (A.1.a/c)

    - Costiera delle Crode dei Longerin (A.1.b)
    - Cresta Vancomun-Pietra Bianca (A.1.c)
      - Dorsal Croda Nera-Vancomun (A.1.c/a)
      - Dorsal Pietra Bianca-Piz delle Dodici (A.1.c/b)

  - Costiera Peralba-Rinaldo (A.2)
    - Macizo Peralba-Avanza (A.2.a)
    - Subgrupo del Rinaldo (A.2.b)

  - Cresta Fleons-Volaia (A.3)
    - Giogaia dei Fleones (A.3.a)
    - Cresta Bordaglia-Volaia (A.3.b)
      - Dorsal Bordaglia-Stallonkofel (A.3.b/a)
      - Montes de Volaia (A.3.b/b)

  - Cresta Coglians-Mooskofel (A.4)
    - Macizo del Coglians (A.4.a)
      - Cresta del Coglians (A.4.a/a)
      - Dorsal del Crostis (A.4.a/b)
      - Cresta de la Chianevate (A.4.a/c)

    - Subgrupo del Mooskofel (A.4.b)
- Cadena Polinik-Gartnerkofel-Osternig (B)[4]
  - Cresta Polinik-Cavallo di Pontebba(B.5)
    - Dorsal Polinik-Timau (B.5.a)
    - Dorsal Cuesta Alta-Hochwipfel (B.5.b)
    - Macizo del Paularo (B.5.c)
    - Macizo del Zermula (B.5.d)
    - Dorsal Creta di Aip-Cavallo di Pontebba (B.5.e)

  - Cresta Gartnerkofel-Poludnig-Osternig (B.6)
    - Dorsal Gartnerkofel-Scinauz(B.6.a)
    - Dorsal Poludnig-Sagran (B.6.b)
    - Dorsal Osternig-Goriane (B.6.c)
- Alpes de Tolmezzo Occidentales (C)
  - Grupo Siera-Clap-Terze (o Dolomitas de Pésaro) (C.7)
    - Subgrupo del Siera (C.7.a)
      - Macizo del Siera (C.7.a/a)
      - Dorsal del Pleros (C.7.a/b)

    - Subgrupo dei Clap (C.7.b)
    - Subgrupo delle Terze (C.7.c)

  - Grupo Rioda-Col Gentile (C.8)
    - Dorsal Rioda-Noverza (C.8.a)
    - Macizo del Col Gentile (C.8.b)

  - Giogaia del Bivera (C.9)
    - Macizo del Tiarfin (C.9.a)
    - Macizo del Bivera (C.9.b)
    - Macizo de Tinisia (C.9.c)

  - Grupo dei Brentoni (C.10)
    - Macizo dei Brentoni (C.10.a)
    - Macizo del Cornon (C.10.b)
    - Macizo del Pupera Valgrande (C.10.c)
    - Macizo del Crissin (C.10.d)
- Alpes de Tolmezzo Orientales (D)
  - Grupo del Arvenis (D.11)
    - Dorsal Tamai-Zoncolan (D.11.a)
    - Dorsal Arvenis-Clapa (D.11.b)
    - Dorsal del Dauda (D.11.c)

  - Grupo del Tersadia (D.12)
  - Grupo Sernio-Grauzaria (D.13)
    - Dorsal de la Grauzaria (D.13.a)
    - Dorsal Sernio-Palasecca (D.13.b)
    - Dorsal dell'Amariana (D.13.c)

  - Grupo del Zuc del Bôr(D.14)
    - Dorsal Zuc del Bôr-Chiavals-Gleriis (D.14.a)
    - Cresta de Vualt (D.14.b)
    - Costiera Crotis-Pisimon (D.14.c)
    - Cresta de la Slenza (D.14.d)

Ha de tenerse presente que los dos primeros supergrupos fueron llamados Cadena Cárnica Principal y el tercero y cuarto supergrupo forman los Alpes de Tolmezzo.

## Las cimas
La cima más alta de los Alpes cárnicos es el monte Coglians (2.780 m), en la provincia de Udine.
Sus cumbres más importantes son:
- Monte Peralba 2.694 m
- Monte Cavallino 2.689 m
- Monte Terza Grande 2.586 m
- Monte Fleons 2.507 m
- Monte Pramaggiore 2.478 m
- Monte Bìvera 2.474 m
- Creta Forata 2.462 m
- Monte Chiadenis 2.459 m
- Gailtaler Polinik - 2.332 m
- Creta di Aip 2.279 m
- Monte Cavallo di Pontebba 2.240 m
- Creta di Timau 2.217 m
- Gartnerkofel 2.195 m
- Monte Sernio 2.187 m
- Monte Zermula 2.143 m
- Monte Tinisa 2.120 m
- Osternig 2.052 m
- Monte Amariana 1.906 m

Sus puertos principales son:
- Oefnerjoch (2.301 m s. n. m.)
- Wolayer Pass (1.922 m s. n. m.)
- Plöcken Pass (1.360 m s. n. m.)

## Galería fotográfica

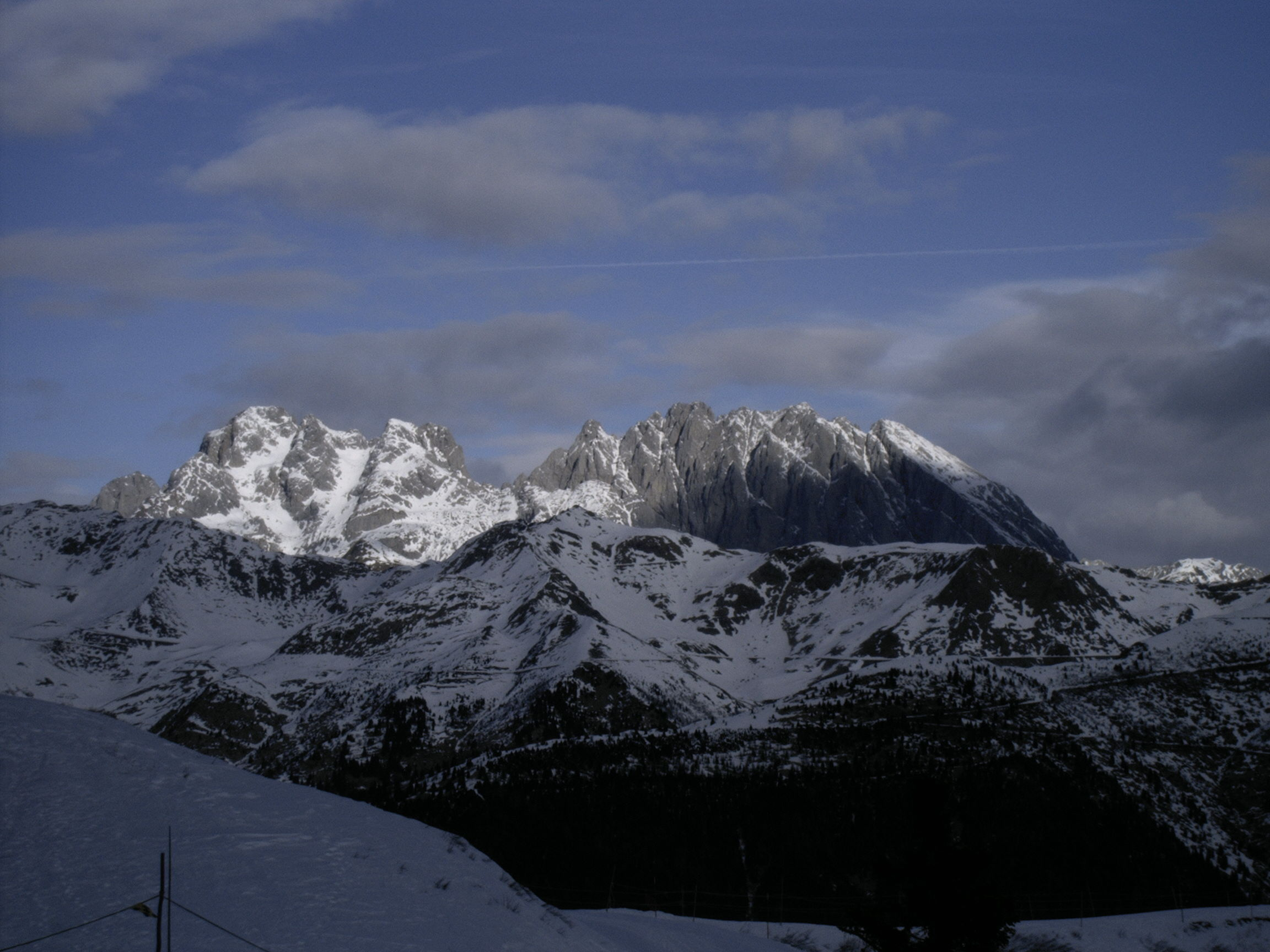
El monte Coglians
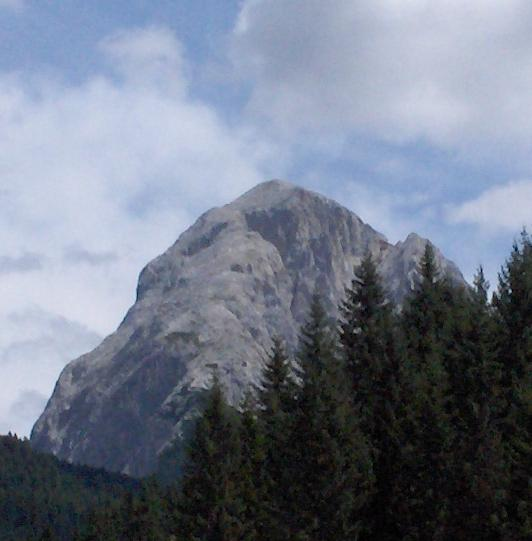
El monte Peralba
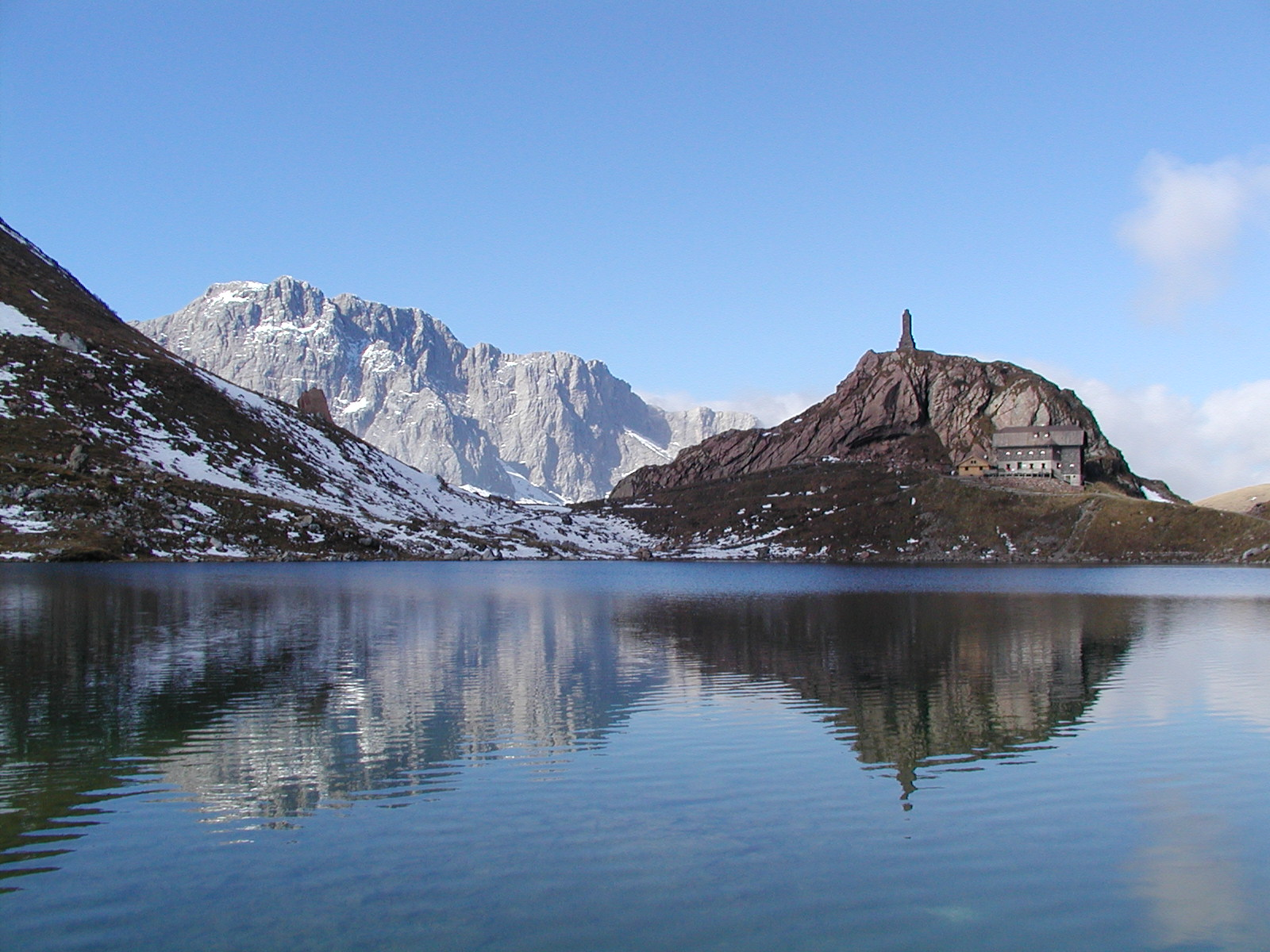
El lago Volaia
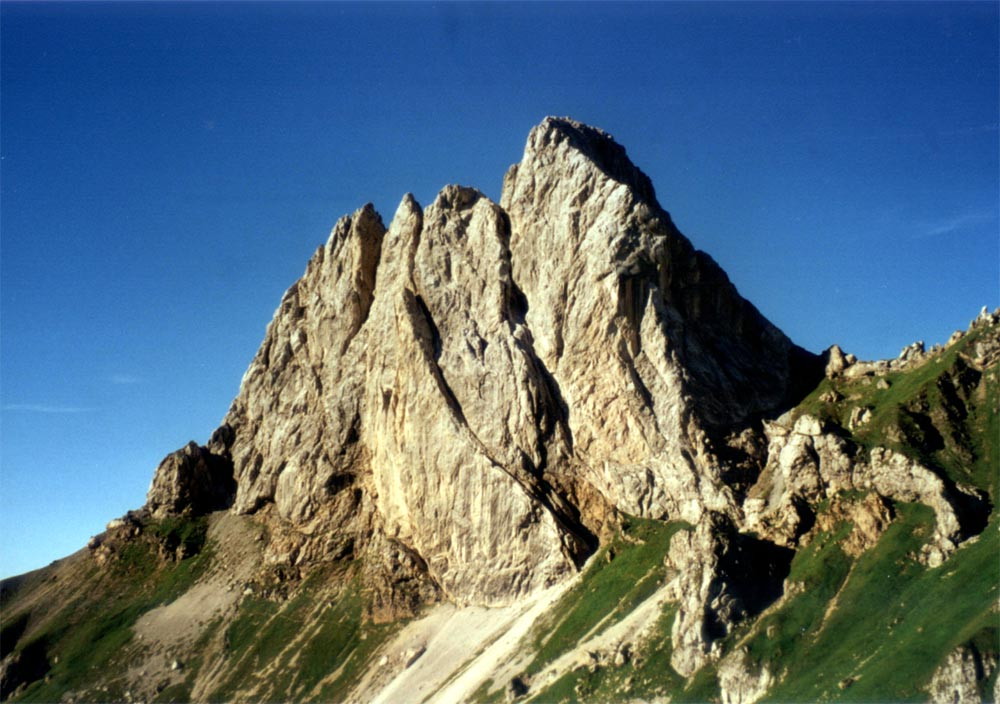
El monte Chiadenis
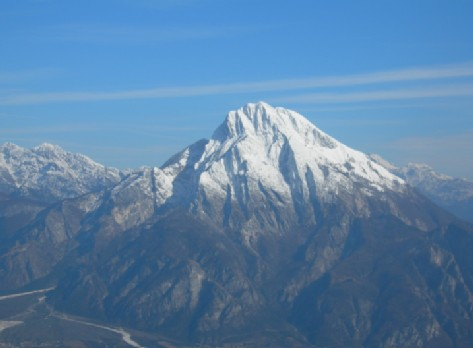
El monte Amariana
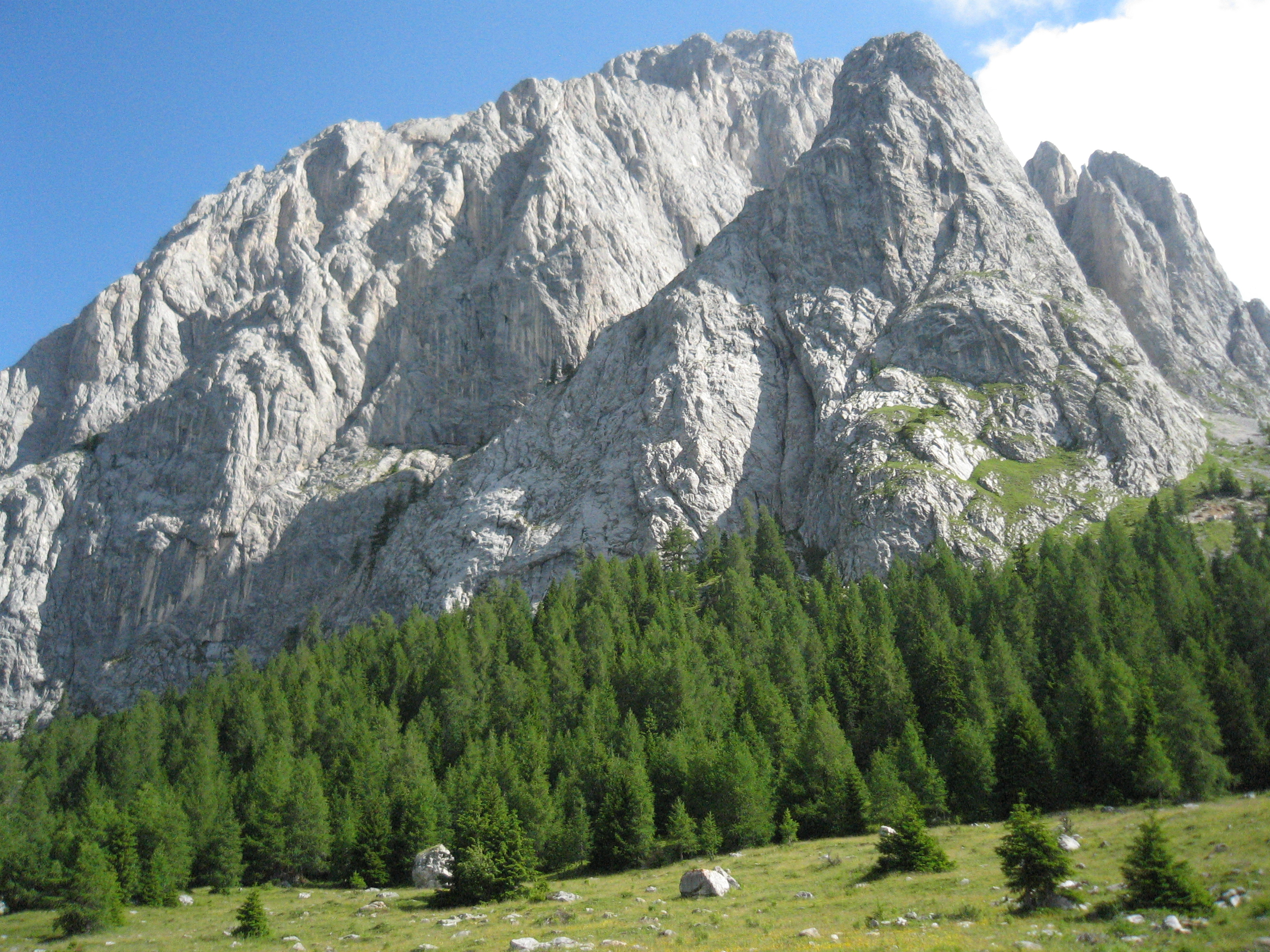
Montes de Sappada,